# هاري بيريل
هاري بيريل (بالإنجليزية: Harry Birrell)‏ (1 ديسمبر 1927 في جنوب أفريقيا - 18 سبتمبر 2003 في جنوب أفريقيا) هو لاعب كريكت جنوب أفريقي. شارك مع منتخب روديزيا للكريكت ‏. أما مع النوادي، فقد لعب مع Eastern Province (cricket team) ‏ ونادي الكريكت في جامعة أكسفورد ‏.

## وصلات خارجية
- هاري بيريل على موقع إي آس بي آن كريك إنفو (الإنجليزية)